# 三菱天狼星DASH3×2引擎
三菱天狼星DASH3×2引擎（日语：三菱・シリウスDASH3×2エンジン）乃日本三菱汽車自1984年起開發製造、具有可變汽門正時技術的往復式活塞直列四缸渦輪增壓汽油引擎（附中冷器），後來更名為「三菱旋風DASH3×2引擎」（（日語）三菱・サイクロンDash3x2エンジン）。

## 概要
此具引擎為日本第一個具備可變汽門正時（汽門正時及揚程皆可變）之技術，將以往直列四缸G63B型改良成單頂置凸輪軸（single overhead camshaft，縮寫成SOHC）三閥門（進氣2、排氣1），並由電子控制可變渦輪增壓及中冷器。這是將1982年開發出的可變排氣量技術（原廠稱為「Modulated Displacement」）中使用汽門搖臂切換的技術應用於高轉速時進氣閥上，切換約在轉速2,500rpm左右時進行。在低轉速域之時，直徑29mm的進氣門由開度角232度、排氣門由開度角272度的曲軸驅動。在進氣、排氣側均有一個閥門，二個閥門發揮功能之下能夠在汽缸內產生來自小直徑閥門的強力渦流，進而提升進氣歧管內的進氣流速及慣性增壓的容積效率。此外，由於汽門重疊角少於30度，進氣側的吹漏氣或進氣歧管內的排氣吹回消失，怠速時便穩定運作。在高轉速域之時，除了直徑29mm且開度角232度的進氣門之外，還有一個直徑37mm的進氣門由開度角288度的高角度凸輪驅動，故三閥門（進氣2、排氣1）發揮功能。同時使用大、小直徑閥門能夠減少進氣阻力，提升容積效率以獲取高馬力輸出。
關於其名稱由來，「天狼星（Sirius）」是60系列的引擎名稱。自1986年起，10、30、60等系列均更名成「旋風（Cyclone）」。DASH為「Dual Action Super Head」之縮寫，3x2則是因為高轉速域3個閥門、低轉速域2個閥門可變驅動。

## 結構參數
- 汽門機構及汽缸數：SOHC直列四缸
- 缸徑85.0mm、衝程88.0mm
- 排氣量：1,997cc
- 壓縮比：7.5:1
- 最大馬力：200ps / 6,000rpm（總馬力）、170ps / 5,800rpm（淨馬力）
- 最大扭力：28.5kgf·m / 3,500rpm（總扭力）、26.0kgf·m / 3,000rpm（淨扭力）
- 凸輪軸輪廓：
  - 進氣低轉速用凸輪開啟點：上死點前10度，關閉點：下死點後42度，凸輪作用角232度，低汽門揚程
  - 進氣高轉速用凸輪開啟點：上死點前34度，關閉點：下死點後74度，凸輪作用角288度，高汽門揚程
  - 汽門重疊角：低轉速時30度，高轉速時54度
  - 高轉速凸輪作動轉速：2,500rpm以上作動

## 搭載車種
- 三菱Starion（日语：三菱・スタリオン）（2000GSR-V）
- 第五代三菱Galant Σ（四門轎車2000 Super Exceed / 四門硬頂2000VR）
- 三菱Eterna（同前）

## 外部連結
- （日語）SPORTS car：角ばったスタイリングと豪快な加速！モータースポーツでも活躍した三菱最後の後輪駆動車、スタリオンを紹介 （页面存档备份，存于）

1. ↑  . （原始内容存档于2011-07-16）.